# Pekka Halonen
Pour les articles homonymes, voir Halonen.
Pekka Halonen, né le 23 septembre 1865 à Lapinlahti et mort le 1er décembre 1933 à Tuusula, est un peintre et un professeur finlandais .
Son image d'artiste est, plus que tout autre peintre, associée à la finnité,.
C'est un représentant éminent du style romantique national et du carélianisme.

## Biographie
Pekka est né fils d'agriculteurs dans une famille possédant des dons artistiques.
De 1886 à 1890, Halonen étudie à l'école de dessin de l'association artistique de Finlande.
Carl Jahn et Fredrik Ahlstedt comptent parmi ses professeurs et ses camarades étudiants sont entre autres Albert Gebhard, Ellen Thesleff et Väinö Blomstedt
.
Pekka Halonen fait partie des premiers étudiants dans le bâtiment l'Ateneum ouvert en 1888.
ses évaluations sont exceptionnelles et il reçoit une bourse de 200 marks finlandais.
Halonen passe l'été 1890 dans sa maison de Lapinlahti et il peint entre autres Honkaniemi.
Il étudie le français en suivant des cours particuliers.
À l'automne 1890, Halonen étudie à Paris à l'Académie Julian puis avec Paul Gauguin, à l'Académie Vitti.
Il revient à Lapinlahti au printemps 1891 et peint son œuvre Niittomiehet qui lui permettra de percer, 
l'œuvre sera exposée à l'automne dans la première exposition d'artistes finlandais.
Le modèle de Niittomiehet est son frère Antti et au fond, on peut voir Väisälänmäki.
L'hiver 1891, Halonen poursuit ses études à Paris et, en revenant en Finlande au printemps 1892, il fait la connaissance sur le navire de Maija Mäkinen, sa future femme.
Le père de Maija Mäkinen est le recteur du séminaire de Sortavala.
Après sa rencontre avec Maija Mäkinen, Halonen habite quelque temps dans le village de Myllykylä de la commune de Sortavala chez son frère Antti.
Les parents de la jeune femme n’apprécient guère la relation des deux jeunes gens. Pekka Halonen est interdit d'entrée et déménage à Ruskeala où il peint l'une de ses œuvres maîtresses, Oijustie.
Son premier tableau hivernal s'appelle Kaivopuistossa.
Au printemps 1893, il se rend à Lapinlahti et au début de mai, il y encore de la neige.
Il peint alors Tukkinuotiolla, avec comme modèles son père et deux autres hommes.
Halonen apprend qu'il a reçu 3 000 marks finlandais d'aide étatique, ce qui est une somme très importante pour l'époque.
Halonen se lie d'amitié avec Eero Järnefelt, Akseli Gallen-Kallela et Emil Wikström.
En 1893, Halonen se rend à nouveau à Paris avec son ami Väinö Blomstedt.
Ils étudient d'abord à l'Académie Colarossi puis tous deux partent pour étudier avec Paul Gauguin.
Gauguin est de retour de Tahiti et il a présenté 44 tableaux à un public décontenancé.
Halonen fait alors connaissance avec le symbolisme et le synthétisme, mais conserve dans ses œuvres ses idéaux du réalisme.
L'influence de Gauguin est probablement dans son emploi des couleurs.
En Finlande, Akseli Gallen-Kallela est intéressé par le Carélianisme et dans ses échanges épistolaires avec Louis Sparre il appelle au retour de Halonen en Finlande au sein de son peuple.
De Paris, Halonen réserve un chalet de 300 marks situé sur l'île de Akkalansaari.
Il envoie un acompte de 200 marks et promet d'en payer le solde ultérieurement.
Les conditions de vie seront cependant défavorables au projet.
Ses relations avec sa commune d'origine de Lapinlahti se dégradent à cause du retable qu'il a peint pour l'église.
Les habitants de son lieu d'origine ne le considèrent pas comme un véritable artiste et la bourse donnée par le gouvernement suscite des jalousies.
L'attitude des gens fait qu'Halonen ne se réinstallera pas dans sa région d'origine et qu'il commencera à prendre des distances par rapport à ses racines du Savo.
Halonen trouve une maison à l'écart au bord du Kivesjärvi à Paltamo.
Il y fait la connaissance d'Eino Leino, âgé de 17 ans, qui deviendra son ami à partir de ce moment.

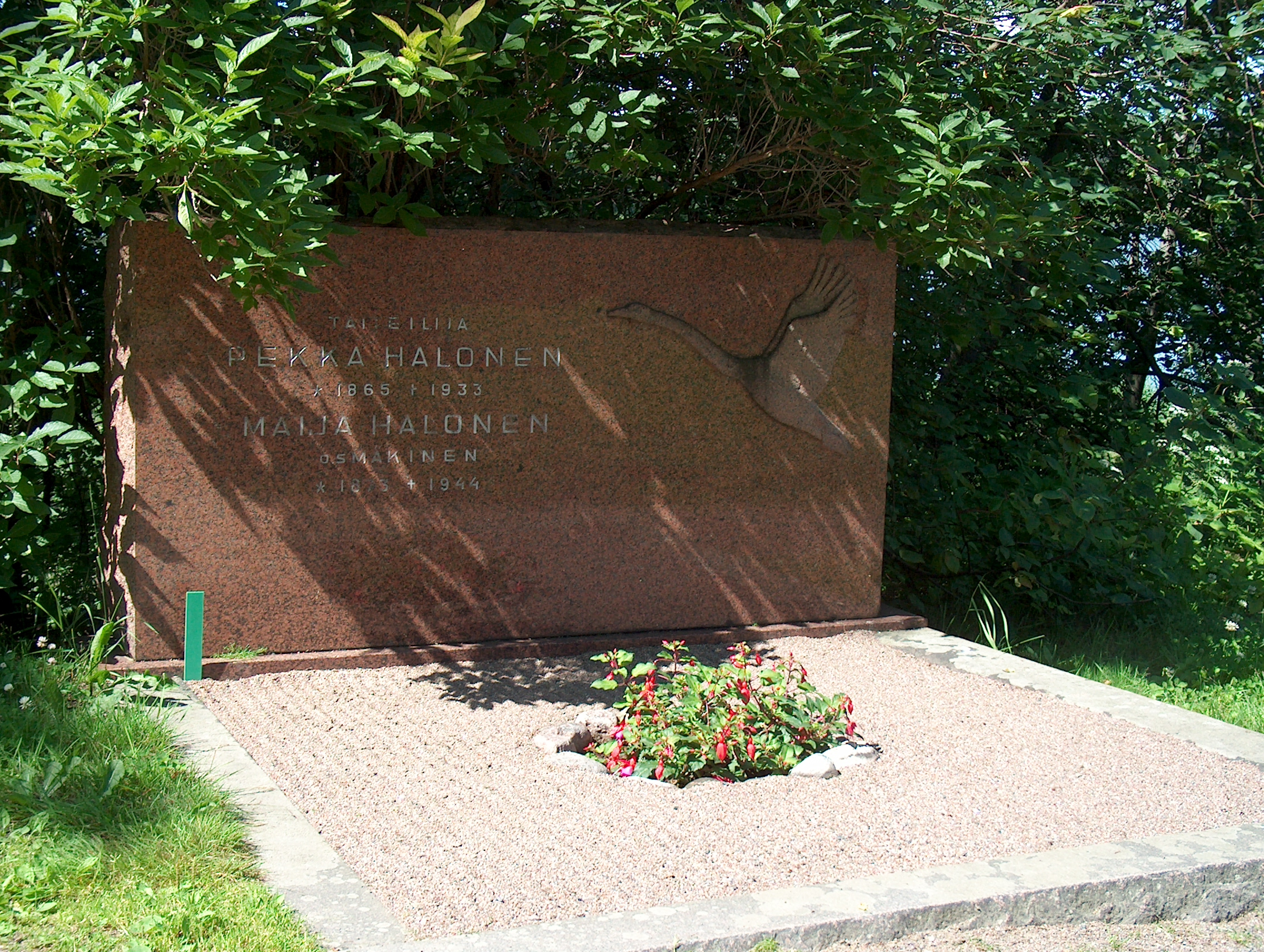
La tombe de Pekka Halonen dans le jardin de l'église de Tuusula.

Quand Oijustie est vendu 600 marks, Pekka Halonen et Maija Mäkinen se marient le 2 janvier 1895.
Ils habitent deux semaines à Akkalansaari, où Halonen peint son tableau Neiet niemien nenässä, prenant pour modèles sa sœur Lyyti-sisar et son épouse Maija.
Halonen laisse le chalet à ses parents et le jeune couple s’installe à Tuusula où il a acheté la péninsule de Pitkäniemi au bord du lac Tuusulanjärvi.
Halosenniemi est conçu pour être à la fois une maison et un atelier.
L'atelier est prêt en 1902 et Halonen devient un membre de la communauté artistique de Tuusulanjärvi.
Plus tard, Halonen passera ses étés dans les paysages vallonnés de Kivikoski à Kuhmoinen
Sa dernière œuvre majeure est la peinture murale Tukinuitto de 1925, que le Conseil d'État lui commande pour son bureau international de la Société des Nations à Genève.
La même année 1925, il reçoit le titre de professeur.

## Œuvres

### Tableaux
| Nom                        | Image | Lieu                             | année | références |
| -------------------------- | ----- | -------------------------------- | ----- | ---------- |
| Niittomiehet               |       |                                  | 1891  | [ 16 ]     |
| Kanteleensoittaja          |       | Ateneum                          | 1892  | [ 17 ]     |
| Oijustie                   |       | Ateneum                          | 1892  | [ 11 ]     |
| Pihlaja                    |       | Ateneum                          | 1894  | [ 18 ]     |
| Kivi katkaisijat           |       | Musée des beaux-arts de Budapest | 1903  |            |
| Alaston naismalli          |       | Ateneum                          | 1891  | [ 19 ]     |
| Kaksoismuotokuva           |       | Halosenniemi                     | 1895  | [ 20 ]     |
| Talvipäivä                 |       |                                  | 1895  | [ 21 ]     |
| Neiet niemien nenissä      |       |                                  | 1895  | [ 11 ]     |
| Saunassa                   |       |                                  | 1925  |            |
| Vainolaisia vastaan        |       |                                  | 1896  | [ 11 ]     |
| Väinämöisen soitto         |       |                                  | 1897  |            |
| Ateria                     |       | Musée d'art Didrichsen           | 1899  |            |
| Talvinen iltarusko         |       |                                  | 1899  | [ 22 ]     |
| Avannolla                  |       | Ateneum                          | 1900  | [ 23 ]     |
| Tienraivaajia Karjalassa   |       | Ateneum                          | 1900  | [ 11 ]     |
| Viulunsoittaja             |       | Ateneum                          | 1900  | [ 24 ]     |
| Omakuva                    |       | Ateneum                          | 1906  | [ 25 ]     |
| Talvimaisema               |       | Musée de l'Ermitage              | 1919  |            |
| Pyhäpäivä Uudistalossa     |       | Halosenniemi                     | 1894  |            |
| Kanteleensoittaja ja tyttö |       | Halosenniemi                     | 1895  | [ 26 ]     |
| Koira ulvoo kuuta          |       | Halosenniemi                     | 1899  |            |
| Tuonelan joella            |       | Halosenniemi                     | 1900  |            |
| Kuutamo                    |       | Halosenniemi                     | 1913  |            |
| Leikkiviä lapsia           |       | Halosenniemi                     | 1912  |            |
| Lumisia puita              |       | Halosenniemi                     | 1923  |            |
| Lastenrattaat puutarhassa  |       | Halosenniemi                     | 1913  |            |
| Talvinen järvimaisema      |       | Halosenniemi                     | 1927  |            |
| Mänty lumisateessa         |       | Halosenniemi                     | 1928  |            |

### Retables
| Nom                          | Image | Lieu                  | année | références |
| ---------------------------- | ----- | --------------------- | ----- | ---------- |
| Kuninkaitten kumarrus        |       | Église de Kotka       | 1900  | [ 27 ]     |
| Jésus au lac de Tibériade    |       | Église de Karstula    | 1905  |            |
| Jésus en croix               |       | Cathédrale de Mikkeli | 1899  |            |
| Kolme pyhää miestä           |       | Halosenniemi          | 1894  | [ 13 ]     |
| Jeesus herättää opetuslapsia |       | église de Joroinen    | 1901  | [ 28 ]     |
| Kristus vuoritiellä          |       | église de Vilppula    |       | [ 29 ]     |